# تيلستون (تشيشير)
تيلستون (بالإنجليزية: Tilston)‏ هي قرية و أبرشية مدنية تقع في المملكة المتحدة في إنجلترا.  يقدر عدد سكانها بـ 627 نسمة .